# Долни чифлик (община)
Община Долни чифлик се намира в Североизточна България и е една от съставните общини на област Варна.

## География

### Географско положение, граници, големина
Общината е разположена в югоизточната част на област Варна и обхваща част от централната част на Българското Черноморско крайбрежие. С площта си от 489,093 km2 заема 2-ро място сред 12-те общините на областта, което съставлява 12,78% от територията на областта. Границите ѝ са следните:
- на запад – община Дългопол;
- на северозапад – община Провадия;
- на север – община Аврен;
- на изток – Черно море;
- на югоизток – община Бяла;
- на юг – община Несебър, община Поморие и община Руен от област Бургас.

### Релеф, води, климат
Територията на общината е характерна с разнообразния си полупланински ландшафт който се спуска от височина 550 m (връх Дедеева чука), разположен на северозапад от село Голица, на билото на Камчийска планина (част от Източна Стара планина), през многобройните речни и морски тераси, разлива се по широката до 5 km Долнокамчийска долина и завършва с пясъчните дюни по най-дългата (над 10 km) плажна ивица по Българското Черноморско крайбрежие.
Цялата територия на общината се отнася към Черноморския водосборен басейн. През цялата северна част на общината, от запад на изток преминава почти цялото течение (48 km, с малко изключение в Община Аврен) на река Камчия. От юг, отдясно в нея се вливат реките Дебелец, Сарпдере, Чаирдере и други по-малки, водещи началото си от Камчийска планина. В югоизточната част преминава цялото течение на Фъндъклийска река, а в най-южната част, в землищата на селата Голица и Бърдарево – горното течение на река Двойница. На територията на общината има изградени няколко по-големи („Рудник“, „Долни чифлик“, „Торсуна“) и множество по-малки язовира, водите на които се използват предимно за напояване на земеделските земи в Долнокамчийската долина
Климатът е умерено-континентален с изразено черноморско влияние; средната годишна температура е 12 °C. Зимата е сравнително мека, пролетта прохладна, лятото – сухо, слънчево и топло, есента – топла и продължителна. За продължителен период от време (над 115 дни) от средата на юни до края на септември климатът е изключително благоприятен за балнео- и рекреационни процедури и таласотерапия.

## Природни забележителности
На територията на общината са регистрирани 20 защитени територии с обща площ 1 800 ха, 3 резервата и 2 защитени местности.
- Биосферният резерват „Камчия“ е обявен за обект под закрилата на ЮНЕСКО. Обхваща площ от 842 ха. Територията му включва вековните лонгозни гори в долното течение на Камчия, в землището на село Старо Оряхово и е създаден да охранява най-представителната гора от този вид на Европейския континент. Уникалните климатични и почвени условия създават изключително богатство от дървесни и растителни видове сред които се открояват вековните полски брястове, остролистият ясен, летният дъб, полският клен и др., някои от които достигат височина 35 – 40 m;
- Резерватите „Вълчи преход“ – разположен северно от село Голица (44 ха) и „Киров дол“, разположен северозападно от село Солник (51 ха), опазват типичните за района смесени гори от бук, дъб, габър и цер с тяхната богата фауна.

- Ловното стопанство „Шерба“ е разположено по северните склонове на Камчийска планина, между селата Гроздьово и Голица, сред типичните за този край широколистни гори. Известно с богатите си популации от елени, сърни, диви свине и муфлони, то привлича почитатели на ловния туризъм от много страни.

- Защитената местност „Камчийски пясъци“ е част от най-дългия плаж по Българското Черноморско крайбрежие, който се простира от устието на река Камчия до село Шкорпиловци, където пясъците са формирали уникални дюнни системи с височина до 18 – 19 m, покрити със специфична рядко срещана растителност.

### Населени места
Общината се състои от 17 населени места. Списък на населените места, подредени по азбучен ред, население и площ на землищата им:
| Населено място | Пребр. на населението през 2021 г. | Площ на землището (в км2) | Забележка (старо име)                                               | Населено място | Пребр. на населението през 2021 г. | Площ на землището (в км2) | Забележка (старо име)                              |
| Булаир         | 134                                | 12,050                    | Белибе, Белва, Белова, Аккьой                                       | Нова Шипка     | 187                                | 12,293                    | Кесап, Азизие                                      |
| Бърдарево      | 37                                 | 9,341                     | Ески Суджулу                                                        | Ново Оряхово   | 179                                | 14,149                    | Йени Дервиш                                        |
| Венелин        | 732                                | 16,060                    | Саръ Хъдър                                                          | Пчелник        | 1382                               | 19,660                    | Кованлък, Куванлък Дервиши                         |
| Голица         | 433                                | 48,822                    | Суджуллу                                                            | Рудник         | 326                                | 19,678                    | Арнавутлар, Арнавуд Куюларъ                        |
| Горен чифлик   | 1101                               | 42,228                    | Горни чифлик, Юкаръ Чифтлик                                         | Солник         | 197                                | 34,518                    | Джафер                                             |
| Гроздьово      | 2007                               | 140,349                   | Гьочери кьой, Яссъ гечид, Яссъ гечуд Кьопрюсю, Кьопрю кьой, Раковец | Старо Оряхово  | 2038                               | 39,465                    | Ески Дервиш, Хан Дервиши, Дервиш-и Юван, Камчъ Сую |
| Детелина       | 578                                | -                         | Дервиш Мюслюм, Свети Иван, в з-щето на с. Старо Оряхово             | Шкорпиловци    | 662                                | 10,956                    | Фъндъклъ, Фъндъклъ искелеси                        |
| Долни чифлик   | 5503                               | 38,842                    | Долен чифлик, Камчия, Георги Трайков, Ашааъ Чифтлик, Кюрк Чифтлик   | Юнец           | 95                                 | 17,220                    | Дана гьоз                                          |
| Кривини        | 75                                 | 13,516                    | Гебеш                                                               | ОБЩО           | 15666                              | 489,093                   | 1 населено място без землище                       |

## Административно-териториални промени
- Височайши доклад № 9439/обн. 31.12.1882 г. – преименува с. Кесар на с. Нова Шипка;
- Указ № 162/обн. 08.04.1931 г. – признава н.м. Бърдарево за с. Бърдарево;

МЗ № 2820/обн. 14.08.1934 г. – преименува с. Белибе (Бяла река) на с. Булаир;
– преименува с. Саръдър на с. Венелин;
– преименува с. Гебеш на с. Кривини;
– преименува с. Кованлък на с. Пчелник;
– преименува с. Кюпрю кьой на с. Раковец;
– преименува с. Арнаутлар на с. Рудник;
– преименува с. Дервиш Мюслюм на с. Свети Иван;
– преименува с. Фъндъклии на с. Шкорпиловци;
- МЗ № 3775/обн. 07.12.1934 г. – преименува с. Джафер на с. Солник;

– преименува с. Дана гьоз на с. Юнец;
- Указ № 360/обн. 02.08.1950 г. – преименува с. Раковец на с. Гроздьово;
- Указ № 546/обн. 15.09.1964 г. – признава с. Долни чифлик за с.гр.т. Долни чифлик;
- Указ № 892/обн. 07.07.1965 г. – преименува с. Свети Иван на с. Детелина;
- Указ № 960/обн. 4 януари 1966 г. – осъвременява името на с. Горни чифлик на с. Горен чифлик;

– преименува с.гр.т. Долни чифлик на с.гр.т. Долен чифлик;
- Указ № 1942/обн. 17.09.1974 г. – преименува с.гр.т. Долен чифлик на с.гр.т. Камчия и го признава за гр. Камчия;
- Указ № 101/обн. 21 януари 1975 г. – преименува гр. Камчия на гр. Георги Трайков;
- Указ № 9/обн. 11 януари 1991 г. – възстановява старото име на гр. Георги Трайков на гр. Долни чифлик;

– преименува община Георги Трайков на община Долни чифлик.

## Население

### Етнически състав
Преброяване на населението през 2011 г.
Численост и дял на етническите групи според преброяването на населението през 2011 г., по населени места (подредени по численост на населението):
| Населено място | Численост | Численост | Численост | Численост | Численост | Численост           | Численост     | Населено място | Дял (в %) | Дял (в %) | Дял (в %) | Дял (в %) | Дял (в %)           | Дял (в %)     |
| Населено място | Общо      | Българи   | Турци     | Цигани    | Други     | Не се самоопределят | Не отговорили | Населено място | Българи   | Турци     | Цигани    | Други     | Не се самоопределят | Не отговорили |
| Общо           | 19 360    | 11 127    | 3298      | 400       | 250       | 240                 | 4045          | 100.00         | 57.47     | 17.03     | 2.06      | 1.29      | 1.23                | 20.89         |
| -------------- | --------- | --------- | --------- | --------- | --------- | ------------------- | ------------- | -------------- | --------- | --------- | --------- | --------- | ------------------- | ------------- |
| Долни чифлик   | 6644      | 4213      | 592       | 56        | 140       | 209                 | 1434          | Долни чифлик   | 63.41     | 8.91      | 0.84      | 2.10      | 3.14                | 21.58         |
| Старо Оряхово  | 2600      | 1202      | 26        | 7         | 63        | 8                   | 1294          | Старо Оряхово  | 46.23     | 1.00      | 0.26      | 2.42      | 0.30                | 49.76         |
| Гроздьово      | 2427      | 1047      | 1020      | 227       | 9         | 9                   | 115           | Гроздьово      | 43.13     | 42.02     | 9.35      | 0.37      | 0.37                | 4.73          |
| Пчелник        | 1678      | 1035      | 431       |           | 20        |                     | 187           | Пчелник        | 61.68     | 25.68     |           | 1.19      |                     | 11.14         |
| Горен чифлик   | 1527      | 785       | 234       | 9         |           |                     | 495           | Горен чифлик   | 51.40     | 15.32     | 0.58      |           |                     | 32.41         |
| Венелин        | 908       | 236       | 357       | 10        |           |                     | 299           | Венелин        | 25.99     | 39.31     | 1.10      |           |                     | 32.92         |
| Шкорпиловци    | 737       | 463       | 72        | 56        |           |                     | 141           | Шкорпиловци    | 62.82     | 9.76      | 7.59      |           |                     | 19.13         |
| Детелина       | 726       | 321       | 405       | 0         | 0         | 0                   | 0             | Детелина       | 44.21     | 55.78     | 0.00      | 0.00      | 0.00                | 0.00          |
| Голица         | 577       | 573       | 0         |           | 0         |                     | 1             | Голица         | 99.30     | 0.00      |           | 0.00      |                     | 0.17          |
| Рудник         | 497       | 432       | 11        | 13        |           |                     | 39            | Рудник         | 86.92     | 2.21      | 2.61      |           |                     | 7.84          |
| Нова Шипка     | 258       | 216       | 7         | 17        | 0         | 0                   | 18            | Нова Шипка     | 83.72     | 2.71      | 6.58      | 0.00      | 0.00                | 6.97          |
| Солник         | 222       | 206       | 0         | 0         |           |                     | 15            | Солник         | 92.79     | 0.00      | 0.00      |           |                     | 6.75          |
| Ново Оряхово   | 199       | 192       | 0         |           | 5         |                     | 1             | Ново Оряхово   | 96.48     | 0.00      |           | 2.51      |                     | 0.50          |
| Булаир         | 142       | 4         | 138       | 0         | 0         | 0                   | 0             | Булаир         | 2.81      | 97.18     | 0.00      | 0.00      | 0.00                | 0.00          |
| Кривини        | 95        | 94        | 0         | 0         | 0         | 0                   | 1             | Кривини        | 98.94     | 0.00      | 0.00      | 0.00      | 0.00                | 1.05          |
| Бърдарево      | 71        | 70        | 0         | 0         | 0         | 0                   | 1             | Бърдарево      | 98.59     | 0.00      | 0.00      | 0.00      | 0.00                | 1.40          |
| Юнец           | 52        | 38        | 5         |           |           | 0                   | 4             | Юнец           | 73.07     | 9.61      |           |           | 0.00                | 7.69          |

### Вероизповедания
Численост и дял на населението по вероизповедание според преброяването на населението през 2011 г.:
|                     | Численост | Дял (в %) |
| Общо                | 19 360    | 100,00    |
| Православие         | 7398      | 38,21     |
| Католицизъм         | 55        | 0,28      |
| Протестантство      | 32        | 0,16      |
| Ислям               | 1674      | 8,64      |
| Друго               | 28        | 0,14      |
| Нямат               | 820       | 4,23      |
| Не се самоопределят | 1072      | 5,30      |
| Непоказано          | 8281      | 42,77     |

## Политика

### Общински съвет
Състав на общинския съвет, избиран на местните избори през годините:
| Партия или сдружение | 2003    | 2007    | 2011    | 2015    |
| Избирателна активност по време на изборите | 64,27 % | 63,13 % | 58,43 % | 76,51 % |
| Общ брой места | 21      | 21      | 21      | 17      |
| --- | ------- | ------- | ------- | ------- |
| ГЕРБ |         | 5       | 5       | 8       |
| Българска социалистическа партия | 6       | 5       | 3       | 5       |
| Движение за права и свободи | 5       | 5       | 5       | 3       |
| Българска социалдемокрация |         |         |         | 3       |
| АРД |         |         |         | 2       |
| Общество за Нова България |         |         | 3       |         |
| Земеделски народен съюз |         |         | 2       |         |
| Коалиция „ГОРД – Гражданско обединение за развитие на Долни чифлик“                                                                                  |         |         | 2       |         |
| Движение „Експерти за регионите“ |         | 2       | 1       |         |
| Коалиция „Обединение за експертно местно управление“ (Движение „Социалдемократи“, Съюз на демократичните сили, ВМРО – Българско национално движение) |         | 3       |         |         |
| Асен Димитров Асенов – Независим |         | 1       |         |         |
| Съюз на демократичните сили | 2       |         |         |         |
| Национално движение „Симеон Втори“ | 2       |         |         |         |
| Родолюбие 2000 | 2       |         |         |         |
| Български земеделски народен съюз - Народен съюз | 2       |         |         |         |
| Национално движение за права и свободи | 1       |         |         |         |
| Коалиция „БКП и КПБ“ (Българска комунистическа партия на Владимир Спасов и Комунистическа партия на България)                                        | 1       |         |         |         |

## Туризъм
С благоприятния си климат, девствената природа и безбрежни плажове общината разполага с изключително богати и неусвоени ресурси за развитие на туризма – от традиционния морски, ваканционен и балнеотуризъм, до все по-търсените алтернативни форми на селски, познавателен, ловен и екотуризъм.
Гостите на общината могат да посетят многобройните защитени местности и резервати, за да наблюдават и фотографират различни видове птици, редки растителни и животински видове, да преживеят вълнуващи мигове със своето хоби на лов във вековните гори на Шерба и Лонгоза или риболов в разливите на Камчия и по морското крайбрежие.

## Транспорт
В най-северозападната част на общината, през землището на село Нова Шипка преминава участък от 6,1 km от трасето на жп линията Синдел – Комунари. Южно от река Камчия и успоредно на нея, преминава и участък от 17 km от трасето на жп линията Юнак – Старо Оряхово.
През общината преминават частично 4 пътя от Републиканската пътна мрежа на България с обща дължина 51,9 km:
- участък от 12,8 km от Републикански път I-9 (от km 137,2 до km 150,0);
- началният участък от 27,5 km от Републикански път III-904 (от km 0 до km 27,5);
- последният участък от 3 km от Републикански път III-2083 (от km 12,3 до km 15,3);
- началният участък от 8,6 km от Републикански път III-9042 (от km 0 до km 8,6).

## Топографски карти
- Лист от карта K-35-32. Мащаб: 1 : 100 000.
- Лист от карта K-35-43. Мащаб: 1 : 100 000.
- Лист от карта K-35-44. Мащаб: 1 : 100 000.